# La teranyina de la Carlota (pel·lícula de 2006)
La teranyina de la Carlota (títol original en anglès: Charlotte's Web) és una pel·lícula de 2006 dirigida per Gary Winick i produïda per Paramount Pictures. El guió fou escrit per Susannah Grant i Karey Kirkpatrick, basat en el popular llibre Charlotte's Web escrit per E. B. White. És la segona adaptació d'aquest llibre, la primera, La teranyina de la Carlota (1973) va ser produïda per Hanna-Barbera.

## Argument
La pel·lícula comença en una granja durant la primavera, a l'estat de Maine. Quan Fern Arable (Dakota Fanning) s'adona que el seu pare planeja matar les noves cries d'un porc, reeixidament el convenç que no la faci. Li dona la petita cria a Fern, que l'anomena Wilbur i el cria com la seva mascota. Però quan Wilbur es fa adult, Fern es veu forçada a portar-lo a la granja de Zuckerman, on serà preparat per a un sopar.
Carlota (Julia Roberts), és una aranya que viu a dalt del corral on es troba Wilbur; es fan amics i ella decideix ajudar-lo perquè no sigui menjat. Amb l'ajuda dels altres animals de la cor, incloent una rata anomenada Templeton(Steve Buscemi), Carlota tracta de convèncer la família que Wilbur és un animal especial.

## Repartiment
| Personatge         | Veu en anglès          | Doblatge al català   |
| ------------------ | ---------------------- | -------------------- |
| Carlota, l'aranya  | Julia Roberts          | Alba Sola            |
| Templeton, la rata | Steve Buscemi          | José Javier Serrano  |
| Samuel, el be      | John Cleese            | Joan Carles Gustems  |
| Gussy, la gansa    | Oprah Winfrey          | (desconegut)         |
| Golly, el ganso    | Cedric the Entertainer | Eduard Doncos        |
| Bitsy, la vaca     | Kathy Bates            | (desconegut)         |
| Betsy, la vaca     | Reba McEntire          | (desconegut)         |
| Ike, el cavall     | Robert Redford         | Pep Torrents         |
| Brooks, el corb    | Thomas Haden Church    | Domènech Farell      |
| Elwyn, el corb     | André Benjamin         | José Luis Mediavilla |
| Wilbur, el porc    | Dominic Scott Kay      | (desconegut)         |
| Narrador           | Sam Shepard            | Quim Roca            |
| Oncle, el porc     | Abraham Benrubi        | Miguel Ángel Jenner  |
| Fern Arable        | Dakota Fanning         | Paula Ribó           |
| Sr. Arable         | Kevin Anderson         | José Posada          |
| Sra. Arable        | Essie Davis            | Eva Lluch            |
| Homer Zuckerman    | Gary Basaraba          | Amadeu Aguado        |
| Sra. Zuckerman     | Siobhan Fallon         |                      |
| Lurvy              | Nate Mooney            | Pep Papell           |
| Dr. Dorian         | Beau Bridges           | Salvador Vives       |
| Joy                | Jane Sibbett           | (desconegut)         |

## Rebuda
- "Els nens gaudiran de les còmiques interpretacions dels animals, i els adults apreciaran com de dolçament commovedora és la pel·lícula, prou com per posar un nus al coll. "[4]
- "Pot ser que no sigui perfecta, però fa honor a la seva font i captura els elements clau -l'humor i la sensibilitat, així com la seva exuberancia narrativa- que van fer del llibre de White un clàssic."[5]
- "En cap moment no trobes una sorpresa dramàtica, t'accelera el pols o et toca el cor. La dirección de Gary Winick ha consistit a primer botons, i el mecanisme es nota en tots els seus passos."[6]